# Союз 22
„Союз 22“ е съветски пилотиран космически кораб, първоначално от модификацията Союз 7К-ТМ, кораб № 74, а след доработка – Союз 7К-МФ6.

## Екипажи

### Основен
- Командир на кораба – Валери Биковски (2);
- Бординженер – Владимир Аксьонов (1).

### Дублиращ
- Командир на кораба – Юрий Малишев;
- Бординженер – Генадий Стрекалов.

### Резервен
- Командир на кораба – Леонид Попов;
- Бординженер – Борис Андреев.

## Полет
Корабът служи за резервен по програма „ЕПАС“ (Аполо-Союз). След осъществяването на полета отпада необходимостта от него са му демонтирани скачващите съоръжения и на тяхно място е монтирана апаратура за многозонално заснимане на Земята, съвместна разработка между ГДР (производство на Carl Zeiss (Йена) и СССР. Космонавтите В. Биковски и Владимир Аксьонов прекарват около седмица в космоса правейки снимки на повърхността на Земята.
Това е част от програма „Интеркосмос“, експеримент „Рейнбоу-1“. „Союз-22“ е първият космически кораб, на който е монтиран многозонален космически фотоапарат МКФ-6, осигуряващ заснимане едновременно в шест участъка на видимата и инфрачервената област на спектъра с разделителна способност около 15 м. Подобни камери в англоезичните страни получават наименованието „мултиспектрални“ и се прилагата широко в спътниковото заснимане.